# Лохтин, Андрей Иванович
Андрей Иванович Лохтин (1762—1823) — российский учёный, член-корреспондент Российской академии наук с 26 апреля 1801 г.

## Биография
Родился не позднее 31 мая 1762 г.
Член-корреспондент Российской академии наук (с 26 апреля 1801 г., на тот момент жил в Нерадове Саратовской губернии, титулярный советник).
В начале 19 века — советник Астраханского губернского правления. Автор «Краткого топографического описания Астраханской губернии»:
- Лохтин. Краткое топографическое описание Астраханской губернии // Технологический журнал. — СПб, 1806. — Т. III. — Ч. 4. — С. 35.

В течение 17 лет (1803—1820) вёл метеонаблюдения в Астрахани, но был вынужден их прекратить в связи с назначением председателем суда Казанской губернии, о чём сообщил в Академию наук 26 апреля 1820 года.
В 1820—1823 гг. председатель палаты гражданского суда в Казани (назначен на эту должность по протекции Д. В. Тенишева — председателя Временной казанской комиссии, бывшего губернатора Астраханской губернии). Статский советник (с 1821 г.).
Умер 3 февраля (по другим данным — 25 марта) 1823 г.